# Flickr
A Flickr (kiejtéseⓘ) egy ingyenes fényképmegosztó weboldal, web 2.0-s web szolgáltatás és online közösségi platform.
Privát képek megtekintésének megosztásán alapuló népszerűsége mellett a szolgáltatást sok blogíró is használja fényképtárhelyként. Népszerűségét azok az innovatív, online közösség számára alkalmas eszközei is növelték, amik lehetővé teszik a képek címkékkel való ellátását és böngészését. (Példa az ún. folksonomy címkéző.)

## Története
A Flickrt eredetileg egy 2002-ben alapított vancouveri (kanadai) cég, a Ludicorp fejlesztette ki és 2004 februárjában adta ki először. A szolgáltatás a Ludicorp webalapú, Neverending ('Végtelen') MMOG játéka funkcióinak alkalmazásából ered, de a cég a játék iránti érdeklődését elvesztette.
Az első próbálkozások idején érdeklődési területe az egyidejűleg sok felhasználó jelenlétére készült FlickrLive nevű chat room volt, ahol azonnali fényképbemutatást tett lehetővé. A hangsúly eredetileg a weben talált képeken, nem pedig egyénileg felvett képeken volt, de ez később másra, képfeltöltésre és tárolásra irányult, majd a chat-room alkalmazás is homályba került, és csak a Neverending kód-alap maradt meg.
Később olyan billentyűfunkciókat adtak hozzá, amelyek lehetővé tették a képek címkékkel való megjelölését.
2005 márciusában Yahoo Inc megvette a Ludicorp céget és ezzel Flickrt is. A Flickr szervereit alatt Kanadából az USA-ba telepítették át, ami azt jelenti, hogy ma az adatokat az Amerikai Egyesült Államok törvényei védik.
2006. május 16-án a Flickr szolgáltatást a fejlesztői az ún. Béta fejlesztési fokról „Gamma" fokra léptették elő tervezeti és szerkezeti javítási munka eredményeképpen, de az angol site Gyakori Kérdéseinek FAQ válaszai között az szerepel, hogy a gamma fok nem jelent sokat, mert a site állandó javulási folyamatban van. Gyakorlati szempontokat tekintve a jelenlegi változatot állandónak tekinthetjük.

## Jellegzetességei

### Rendszer
A Flickr lehetővé teszi, hogy a képfeltöltők kategorizálhassák képeiket kulcsszavak (keywords) és címkék (tag)-ek segítségével; (ez utóbbiak úgynevezett meta-adatok, amelyek segítségével ugyanazon témára (például helynevekre vagy tárgyra) vonatkozó képeket egy kereső könnyen megtalálhat. A Flickr gyorsan megtalálja azokat a képeket, amik a legnépszerűbb címkékkel lettek ellátva. Mivel a Flickr eszközt ad a felhasználóknak a saját címkéjük előállítására, többen úgy vélték, hogy a program elsőrendű példája az ún. folksonomy használatának, még ha egy kritikus, Thomas Vander Wal, szerint ennél jobbak is vannak. Ezenkívül a Flickr az első weboldalak egyike volt, amelyek címkefelhőket (tag cloud) használtak.
A Flickr segítségével a felhasználók képeiket csoportosíthatják ugyanazon cím alatt. Az effajta csoportosítás sokkal rugalmasabb, mint a tradicionális fájlrendszerező módszer, mert egy képet nemcsak egy, hanem több csoportba is belerakhatunk segítségével. A Flickr-csoportok tehát inkább a kategorikus meta-adatokhoz hasonlítanak, mint egy hierarchikus rendszerhez.

### Organizr
Az Organizr egy, a Flickren használt fényképrendezésre szolgáló web alkalmazás. Ezzel a képeket nevekkel és címkékkel lehet ellátni / azokat változtatni, csoportokba tenni, valamint földrajzilag is elrendezni, ami a Yahoo térképekkel (Yahoo! Maps) is össze van kapcsolva. Ajax programozást használ, aminek kinézete, érzete és gyors válaszadása jól imitálja az asztalon működő képigazgatási alkalmazásokat. Ezzel az Organizr nagy mértékben leegyszerűsíti a fényképek szakaszos rendezését, ami web kapcsolattal sokkal nehézkesebb.

### Belépésszabályozás
A Flickr mind közös, mind egyéni képtárolást szolgáltat. A felhasználó a feltöltés alkalmával felállíthat belépési feltételeket, ami korlátozhatja a nézőket. A képeket közös vagy privát jelzőzászlóval (flag) is el lehet látni. A privátnak jelzett képeket csakis a feltöltő nézheti az eredeti beállításban (default), amit változtatni lehet, hogy barátok és/vagy a család is nézhesse. Ez a beállítás csoportokra is alkalmazható, amikor a privát beállítás azt jelenti, hogy csak csoporttagok nézhetik. A Flickr használhat egy ismerőslistát is, ami a lista személyeinek megengedi a képnézést az ún.LiveJournal-hoz hasonlóan.
A Flickr felhasználók közül sokan megengedik, hogy bárki megnézze képeiket, ami kategorizált képeknek egy nagy, együttműködő adatbázisát hozhatja létre. Egy ilyen rendszernek az eredeti beállítása szerint a felhasználóknak joga van megjegyzéseket tenni, egyes esetekben még a képek címkéihez is.

### Kölcsönhatás és kompatibilitás
A Flickr funkcióihoz hozzátartozik az Atom szabványt követő ún. RSS szerinti adattáplálás, ami lehetővé teszi, hogy független programozók is kiterjeszthessék a szolgálatot.
A site alapvető funkciói a HTML és a HTTP jellegzetességeivel egyeznek, ami megengedi a működtető rendszer-platformok és Web-böngészők széles körű együttműködését. Mind az Organizr, mind annak szövegszerkesztési és címkézési funkciói Ajax programozást használnak.
Képeket küldhetsz más felhasználók gyűjteményébe is e-mail segítségével, ami feltöltési lehetőséget ad fényképezőgépekkel rendelkező hordozható telefonok és más e-mail kapcsolat létesítésére képes készülékek használatára direkt feltöltéssel.
A Flickrt sok felhasználó alkalmazza elsődleges képtárként, különösen pedig a blog közösség. Népszerű az Apple Macintosh és a GNU/Linux felhasználók között is, akik az olyan képnézegető és elosztó 'weboldalakból el vannak zárva, amelyeket a Windows/Internet Explorer szerkezet működtet.

### Flickr fiókok
Egy ingyenes fiókkal korlátlan számú fényképet és videót lehet feltölteni 1 terabyte-nyi tárterületre. Az ingyenes fiók mellett lehetőség van kettő fizetős fiók közül választani: Ad Free és Doublr. Az Ad Free reklámmentes felületet ad, míg a Doublr két terabyte tárhelyet ad.

### Licencelés
A Flickr engedélyezheti a képek bemutatását bizonyos közös használatra (license). Az engedélyezés választéka közé tartozik a Creative Commons felajánláson alapuló adatbázisok és kisebb gyűjtemények. A címkézéssel egyetemben a gyors keresést a site csak bizonyos meghatározott külön engedéllyel biztosítja.

### Összekapcsolás Yahoo Web Search kereséssel
2006 augusztusa után a keresési rendszer még különleges kifejezésekre, mint például vicces képek ("Funny pictures") is válaszolt Flickr eredménnyel.

### Szoftver felépítése
Cal Henderson, az eredeti Flickr fejlesztők egyike, a vancouveri PHP Association által 2005-ben rendezett angol nyelvű Power Point találkozó alkalmával nyilvánosságra hozta a szolgáltatás régebbi részének nagy többségét.
Komponensek/ használt technológiák:
- PHP fő alkalmazás logika
- Smarty Sablon motor
- PEAR az XML és e-mail kezeléshez
- Perl vezérléshez
- ImageMagick képfeldolgozásért felelős (ami GraphicsMagick névre váltott)
- MySQL 4.0 adatbázis kezelés
- Java az egyes csomóponti szerverek szolgáltatásaihoz
- Apache HTTP Server 2
- Macromedia Flash